# ドゥルム

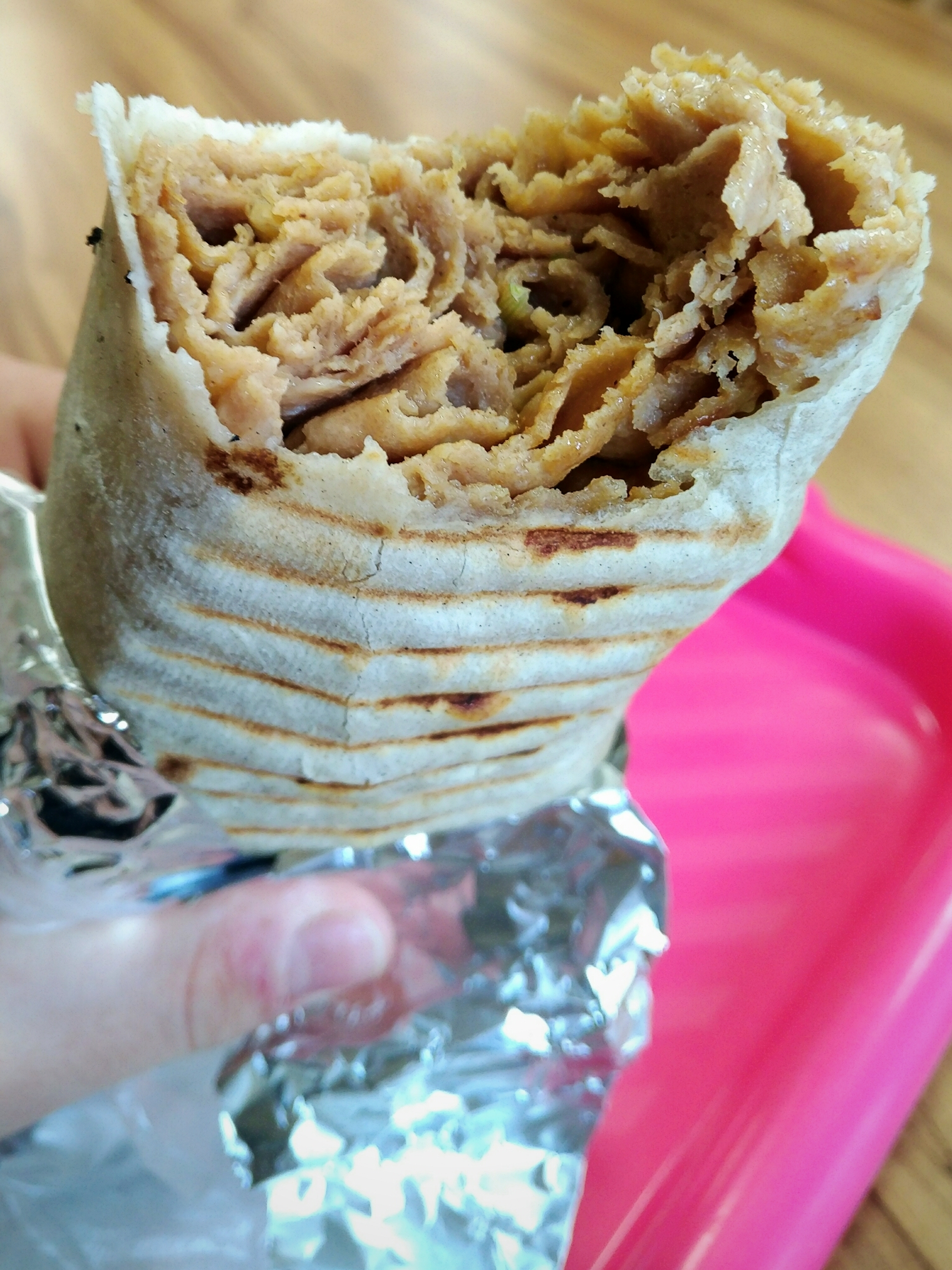
ドネルケバブ

ドゥルム（トルコ語: Dürüm）は、ドネルケバブの材料を具材としたラップサンドイッチである。ドゥルムという言葉は、トルコ語で「巻く」という意味を持つ。ラップには、アルメニアのラヴァシュかトルコのユフカなどの種無しパンが用いられる。

## バリエーション
- ベルギーでは肉の他、フライドポテトやサラダが具材とされ、ベルギー風のソースが掛けられる。同じ具材がミトライエットにも用いられる。
- 中東でも人気のあるファストフードである。ラップ自体はタブーンと呼ばれ、中に肉を入れたものはシャワルマと呼ばれる。